# دهستان داران
دهستان داران یکی از دهستان‌های استان آذربایجان شرقی است که در بخش مرکزی شهرستان جلفا واقع شده‌است.
دهستان داران از روستاهای داران و افشار و مرازاد و احمدآباد و منجن آباد تشکیل شده‌است. کوه کیامکی عمدتاً متعلق به داران می‌باشد که اهالی داران به دامداری در آن مشغولند. اهالی مرازاد و احمدآباد در ساحل رود ارس به باغداری و دامداری مشغولند.  داران در دامنه کوه کیامکی قرار دارد. قبلاً ارمنی‌نشین بودند و در زمان شاه عباس صفوی ارامنه جلفا و داران جهت رونق دادن به صنایع دستی و بافندگی به اصفهان کوچ داده شدند. که بعد از آن شهرهای جلفا و داران در اصفهان نیز هستند.
آسیاب خرابه متعلق به روستای داران می‌باشد.